# Сан Лоренцело
Сан Лоренцело (итал. San Lorenzello) је насеље у Италији у округу Беневенто, региону Кампанија.
Према процени из 2011. у насељу је живело 759 становника. Насеље се налази на надморској висини од 213 м.

## Становништво
Према резултатима пописа становништва 2011. у општини је живело 2.320 становника.
| 1931. | 1936. | 1951. | 1961. | 1971. | 1981. | 1991. | 2001. | 2011. |
| ----- | ----- | ----- | ----- | ----- | ----- | ----- | ----- | ----- |
| 2.304 | 2.532 | 2.625 | 2.316 | 1.997 | 2.137 | 2.392 | 2.350 | 2.320 |

## Партнерски градови
- Амазено
- Стријано